# Communauté de communes Terres de Montaigu
Die Communauté de communes Terres de Montaigu ist ein ehemaliger französischer Gemeindeverband mit der Rechtsform einer Communauté de communes im Département Vendée in der Region Pays de la Loire. Sie wurde am 2. Januar 2002 gegründet und umfasste zehn Gemeinden. Der Verwaltungssitz befand sich im Ort Montaigu.

## Historische Entwicklung
Mit Wirkung vom 1. Januar 2017 fusionierte der Gemeindeverband mit der Communauté de communes du Canton de Rocheservière und bildete so die Nachfolgeorganisation Communauté de communes Montaigu-Rocheservière.

## Ehemalige Mitgliedsgemeinden
1. La Bernardière
2. La Boissière-de-Montaigu
3. Boufféré
4. La Bruffière
5. Cugand
6. La Guyonnière
7. Montaigu
8. Saint-Georges-de-Montaigu
9. Saint-Hilaire-de-Loulay
10. Treize-Septiers